# جون ستوكس
جون ستوكس (بالإنجليزية: John Stokes)‏ هو عسكري أمريكي، ولد في 12 يونيو 1871 في نيويورك في الولايات المتحدة، وتوفي في 14 فبراير 1923.